# Witonia
Witonia è un comune rurale polacco del distretto di Łęczyca, nel voivodato di Łódź.
Ricopre una superficie di 60,54 km² e nel 2004 contava 3 575 abitanti.